# Bracon chontalensis
Bracon chontalensis är en stekelart som beskrevs av Cameron 1886. Bracon chontalensis ingår i släktet Bracon och familjen bracksteklar. Inga underarter finns listade.